# Lekkoatletyka na Letnich Igrzyskach Olimpijskich 1964 – bieg na 400 m kobiet
Bieg na 400 metrów kobiet podczas XVIII Letnich Igrzysk Olimpijskich w Tokio rozegrano 15 (eliminacje), 16 (półfinały) i 17 października (finał) 1964 na Stadionie Olimpijskim w Tokio. Konkurencja ta została rozegrana po raz pierwszy na igrzyskach olimpijskich. Zwyciężczynią została Australijka Betty Cuthbert, która była złotą medalistką biegów na 100 metrów i na 200 metrów oraz sztafety 4 × 100 metrów na igrzyskach olimpijskich w 1956 w Melbourne.

## Rekordy

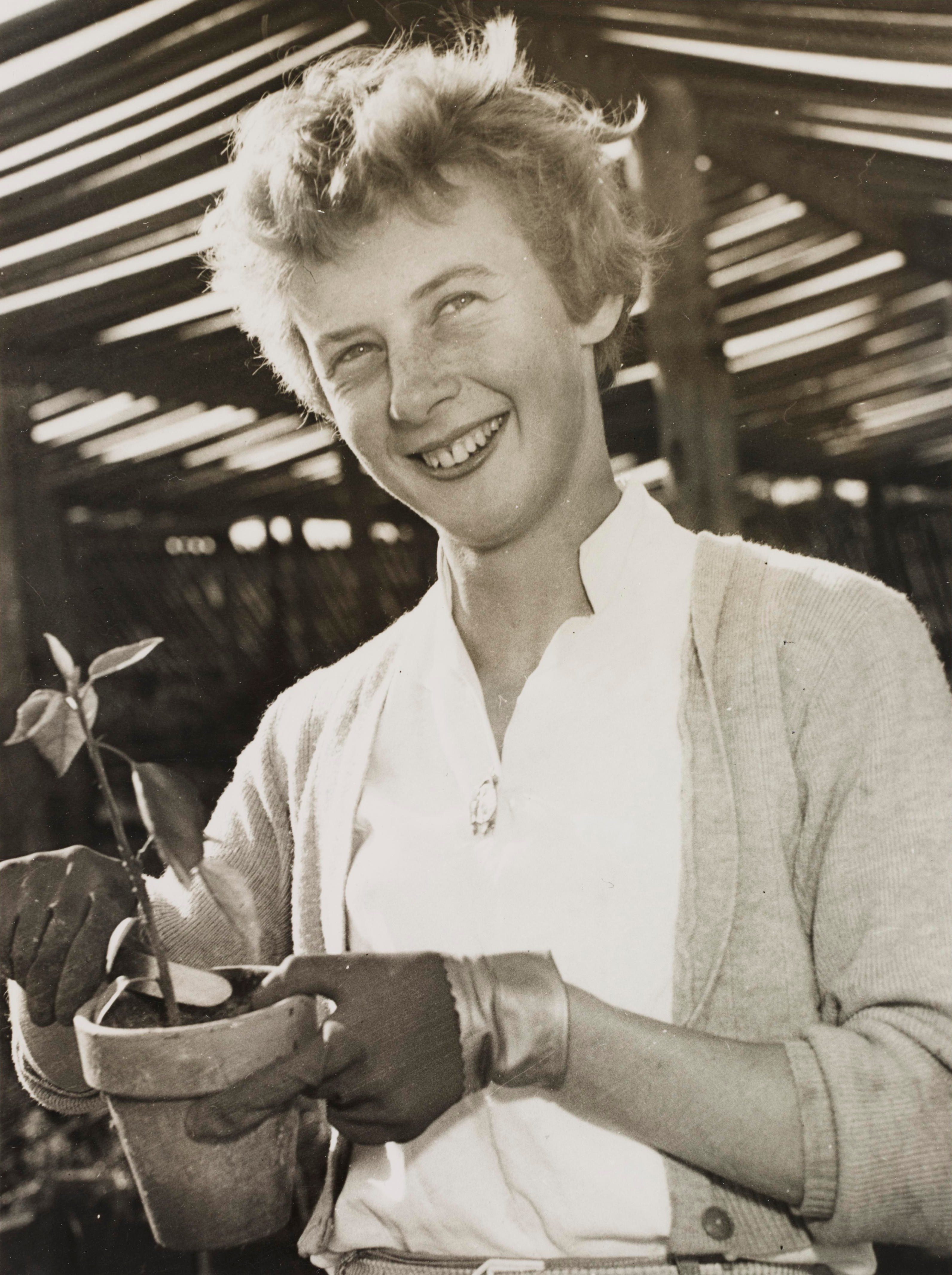
Betty Cuthbert

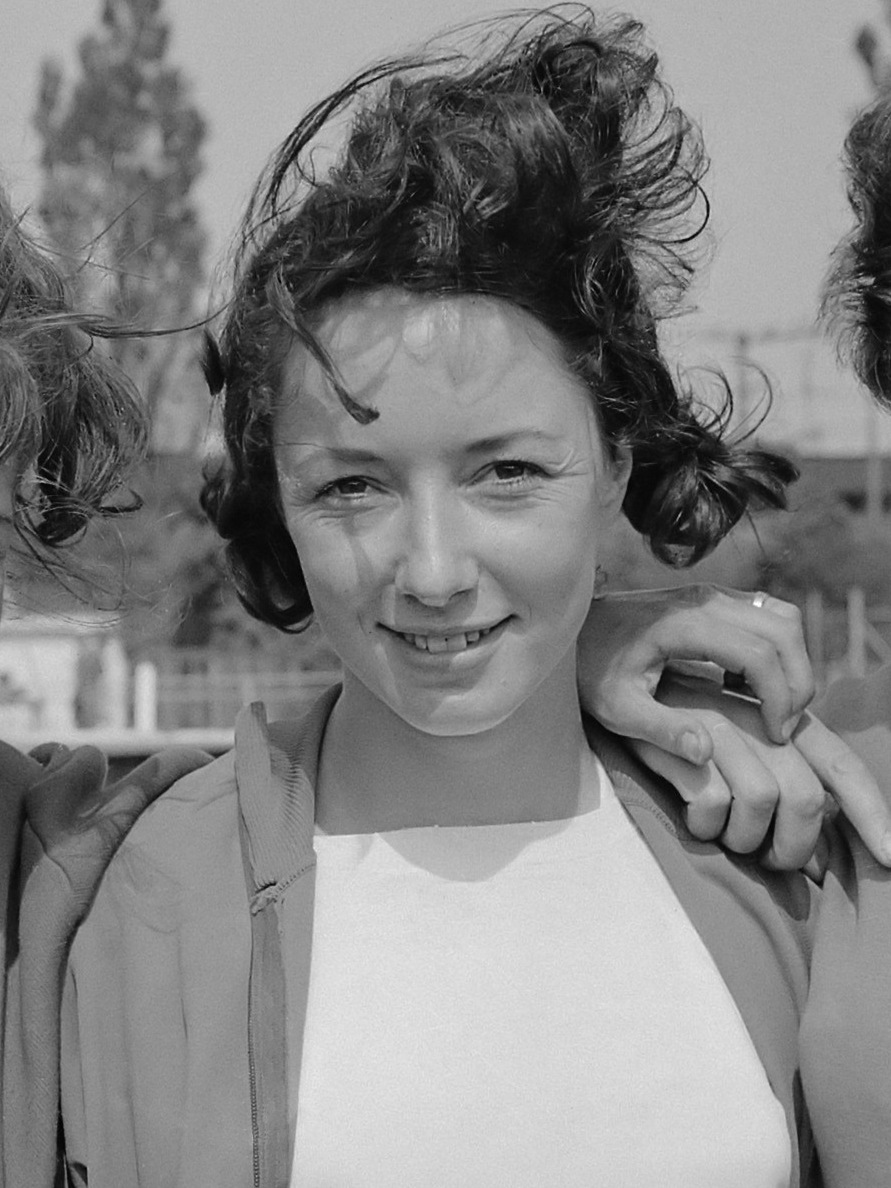
Ann Packer

|               | zawodniczka | narodowość     | czas | data                      | miejsce   |
| ------------- | ----------- | -------------- | ---- | ------------------------- | --------- |
| Rekord świata | Sin Kim-dan | Korea Północna | 51,9 | 23 października 1962(dts) | Pjongjang |

## Wyniki
| Poz. - pozycja |
| – rekord świata \| – rekord krajowy \| – rekord życiowy \| = – wyrównany rekord życiowy \| · – najlepszy wynik w sezonie \| = – wyrównany najlepszy wynik w sezonie \| – rekord olimpijski |
| Fn – falstart \| DNF – nie ukończyła \| DNS – nie wystartowała \| DSQ – zdyskwalifikowana                                                                                                  |

### Eliminacje
Rozegrano trzy biegi eliminacyjnych. Do półfinałów awansowały po pięć najlepszych zawodniczki z każdego biegu (Q) oraz jedna z najlepszym czasem spośród pozostałych (q).

#### Bieg 1
| Poz. | Zawodniczka            | Narodowość      | Rezultat | Uwagi |
| ---- | ---------------------- | --------------- | -------- | ----- |
| 1    | Antónia Munkácsi       | Węgry           | 54,4     | Q     |
| 2    | Tilly van der Zwaard   | Holandia        | 54,8     | Q     |
| 3    | Betty Cuthbert         | Australia       | 56,0     | Q     |
| 4    | Joy Grieveson          | Wielka Brytania | 56,8     | Q     |
| 5    | Kiyoko Ogawa           | Japonia         | 57,6     | Q     |
| 6    | Stephie D’Souza        | Indie           | 58,0     |       |
| 7    | Erna Maisack           | Niemcy          | 58,6     |       |
| 8    | Ramdzangijn Aldaa-nysz | Mongolia        | 1:00,8   |       |

#### Bieg 2
| Poz. | Zawodniczka         | Narodowość        | Rezultat | Uwagi |
| ---- | ------------------- | ----------------- | -------- | ----- |
| 1    | Marija Itkina       | ZSRR              | 54,9     | Q     |
| 2    | Margret Buscher     | Niemcy            | 55,3     | Q     |
| 3    | Una Morris          | Jamajka           | 55,3     | Q     |
| 4    | Maeve Kyle          | Irlandia          | 55,4     | Q     |
| 5    | Janell Smith        | Stany Zjednoczone | 55,5     | Q     |
| 6    | Patricia Kippax     | Wielka Brytania   | 55,5     | q     |
| 7    | Abby Hoffman        | Kanada            | 55,9     |       |
| 8    | Samruay Charonggool | Tajlandia         | 1:04,0   |       |

#### Bieg 3
| Poz. | Zawodniczka     | Narodowość       | Rezultat | Uwagi |
| ---- | --------------- | ---------------- | -------- | ----- |
| 1    | Ann Packer      | Wielka Brytania  | 53,1     | Q     |
| 2    | Judy Amoore     | Australia        | 53,8     | Q     |
| 3    | Évelyne Lebret  | Francja          | 54,8     | Q     |
| 4    | Gertrud Schmidt | Niemcy           | 55,1     | Q     |
| 5    | Olga Kazi       | Węgry            | 56,5     | Q     |
| 6    | Mary Rajamani   | Malezja          | 57,8     |       |
| 7    | Han Myeong-hui  | Korea Południowa | 58,7     |       |

### Półfinały
Rozegrano dwa biegi półfinałowe. Do finału awansowały po cztery najlepsze zawodniczki z każdego biegu.

#### Bieg 1
| Poz. | Zawodniczka      | Narodowość      | Rezultat | Uwagi |
| ---- | ---------------- | --------------- | -------- | ----- |
| 1    | Ann Packer       | Wielka Brytania | 52,7     | Q     |
| 2    | Betty Cuthbert   | Australia       | 53,8     | Q     |
| 3    | Antónia Munkácsi | Węgry           | 54,0     | Q     |
| 4    | Évelyne Lebret   | Francja         | 54,5     | Q     |
| 5    | Joy Grieveson    | Wielka Brytania | 54,8     |       |
| 6    | Una Morris       | Jamajka         | 54,9     |       |
| 7    | Margret Buscher  | Niemcy          | 55,2     |       |
| 8    | Kiyoko Ogawa     | Japonia         | 57,1     |       |

#### Bieg 2
| Poz. | Zawodniczka          | Narodowość        | Rezultat | Uwagi |
| ---- | -------------------- | ----------------- | -------- | ----- |
| 1    | Judy Amoore          | Australia         | 53,3     | Q     |
| 2    | Marija Itkina        | ZSRR              | 53,5     | Q     |
| 3    | Tilly van der Zwaard | Holandia          | 54,1     | Q     |
| 4    | Gertrud Schmidt      | Niemcy            | 54,2     | Q =   |
| 5    | Patricia Kippax      | Wielka Brytania   | 54,4     |       |
| 6    | Janell Smith         | Stany Zjednoczone | 54,5     | [ 6 ] |
| 7    | Maeve Kyle           | Irlandia          | 55,3     |       |
| –    | Olga Kazi            | Węgry             | DNS      |       |

### Finał
| Poz. | Zawodniczka          | Narodowość      | Rezultat | Uwagi |
| ---- | -------------------- | --------------- | -------- | ----- |
| 1    | Betty Cuthbert       | Australia       | 52,0     | [ 7 ] |
| 2    | Ann Packer           | Wielka Brytania | 52,2     | [ 5 ] |
| 3    | Judy Amoore          | Australia       | 53,4     |       |
| 4    | Antónia Munkácsi     | Węgry           | 54,4     |       |
| 5    | Marija Itkina        | ZSRR            | 54,6     |       |
| 6    | Tilly van der Zwaard | Holandia        | 55,2     |       |
| 7    | Gertrud Schmidt      | Niemcy          | 55,4     |       |
| 8    | Évelyne Lebret       | Francja         | 55,5     |       |